# Shlomo Izre'el

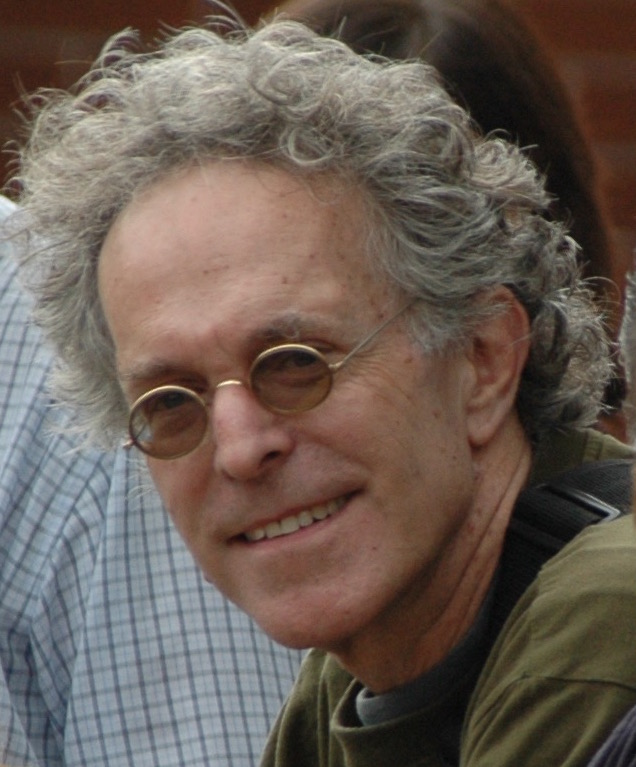
Shlomo Izre'el, 2005

Shlomo Izre'el (hebräisch שלמה יזרעאל; * 1949 in Tel Aviv) ist ein israelischer Semitist und Altorientalist und Professor für Hebräisch und Semitische Sprachen an der Universität Tel Aviv.

## Leben
Izre'el studierte von 1971 bis 1976 Hebräisch und Semitische Sprachwissenschaft an der Universität Tel Aviv. 1984 erwarb er den PhD und 1988 und 1991/1992 forschte er als Gastwissenschaftler an der Harvard University. Von 1996 bis 2000 war er der Herausgeber der Fachzeitschrift „Israel Oriental Studies“. Zu seinen Forschungsschwerpunkten gehören u. a. die Schultexte aus Tell el-Amarna, akkadische Metrik und israelisches Hebräisch.

## Schriften
- Izre'el, Shlomo and Itamar Singer. The General's Letter from Ugarit: A Linguistic and Historical Reevaluation of RS 20.33 (= Ugaritica V No. 20). Tel Aviv: Tel Aviv University, The Chaim Rosenberg School of Jewish Studies. 1990.
- Izre'el, Shlomo. Amurru Akkadian: A Linguistic Study. With an Appendix on the History of Amurru by Itamar Singer. Volume I (Harvard Semitic Studies, 40); Volume II (Harvard Semitic Studies, 41). Atlanta, Georgia: Scholars Press. 1991.
- Izre'el, Shlomo. The Amarna Scholarly Tablets. (Cuneiform Monographs, 9.) Groningen: Styx. 1997.
- Izre'el, Shlomo. Canaano-Akkadian. (Languages of the World/Materials, 82.) München: LINCOM Europa. 1998. Second reprint, with minor corrections: 2005.
- Westenholz, Joan Goodnick, in collaboration with Jun Ikeda, Shlomo Izre'el, Marcel Sigrist, Itamar Singer, Masamichi Yamada. Cuneiform Inscriptions in the Collection of the Bible Lands Museum Jerusalem: The Emar Tablets. (Cuneiform Monographs, 13.) Groningen: Styx. 2000.
- Izre'el, Shlomo. Adapa and the South Wind: Language Has the Power of Life and Death. (Mesopotamian Civilizations, 10.) Winona Lake, Indiana: Eisenbrauns. 2001.
- Izre'el, Shlomo and Eran Cohen. Literary Old Babylonian. (Languages of the World/Materials, 81.) München: LINCOM Europa. 2004.